# Onthophagus karenensis
Onthophagus karenensis là một loài bọ cánh cứng trong họ Bọ hung (Scarabaeidae).